# Foucaucourt-Hors-Nesle
Foucaucourt-Hors-Nesle è un comune francese di 82 abitanti situato nel dipartimento della Somme nella regione dell'Alta Francia.

## Società

### Evoluzione demografica
Abitanti censiti